# Running Around Town
Running Around Town è un singolo del 1995 di Billie Ray Martin.
Secondo estratto dall'album Deadline for my memories il brano raggiunse il 29º posto in Inghilterra e raggiunse la 3ª posizione della Hot Dance Club Play.
In Italia arrivò al 7º posto diventando l'ottantasettesimo singolo più venduto del 1995.
Versioni remix del brano sono state eseguite da David Morales e Junior Vasquez.

## Classifica

### Classifiche settimanali
| Classifica (1995) | Posizione massima |
| ----------------- | ----------------- |
| Italia            | 7                 |

### Classifiche di fine anno
| Classifica (1995) | Posizione |
| ----------------- | --------- |
| Italia            | 87        |